# Corrado Padovani
Corrado Padovani (Ferrara, 11 febbraio 1886 – Ferrara, 10 luglio 1947) è stato un pittore e storico dell'arte italiano.
Nacque da Ercole, proprietario terriero e uomo politico di tendenze liberali, e di Luisa Cirelli. Studiò privatamente disegno e pittura con Angelo Longanesi-Cattani a Ferrara e, successivamente, con Giuseppe Mentessi a Milano e si laureò nel 1910 in Scienze naturali all'Università di Padova.
Dopo aver pubblicato i suoi primi articoli, incentrati sullo studio dell'idrobiologia, Padovani preferì abbracciare la pittura ed esordì con quadri di gusto divisionista esposti nel 1917 a Bologna a Palazzo Bentivoglio in una mostra organizzata dalla Società Francesco Francia.
Dopo aver combattuto nella Prima guerra mondiale tornò a Ferrara; qui nel 1920 sposò la colta Elvira Sitta, pittrice dilettante, cugina di Mimì Buzzacchi e grande amica di Giulia Vimercati, moglie dell'architetto Gio Ponti. Questi personaggi stimolarono Padovani a perseguire gli interessi artistici a scapito di quelli scientifici e della cura delle terre, che aveva ereditato dal padre.
Padovani cominciò nel contempo a coltivare la critica d'arte, sollecitato dal giornalista Nello Quilici, il quale aveva sposato Mimì Buzzacchi e dirigeva a Ferrara il quotidiano Corriere Padano: a partire dal 1932 si allineò così alla serie di artisti-letterati che firmarono testi per la pagina culturale. Scrisse recensioni a mostre (comprese le Biennali di Venezia), profili di artisti, testi teorici sullo stile Novecento, diari di viaggio, antologie storiografiche e pezzi sull'antica arte ferrarese, riscoperta in quegli anni dopo una mostra tenuta nel 1933 a Palazzo dei Diamanti.
Ciò gli diede modo di conoscere e frequentare famosi artisti come il pittore e frescante Achille Funi, che in seguito eseguì il ritratto della moglie Giulia, lo scultore toscano Libero Andreotti, che realizzò una Pietà per la tomba di famiglia nella certosa di Ferrara e il pittore Filippo de Pisis, con il quale espose più volte.
Le sue opere pittoriche, nelle quali si ritrovavano influssi degli amici Funi e de Pisis, comparvero in numerose collettive ferraresi, in genere allestite nelle sale del Palazzo dei Diamanti o del Castello Estense, tra il 1928 e il 1943. Talora Padovani curava personalmente tali mostre, essendo stato nominato fiduciario del Sindacato provinciale di Belle Arti. 
Padovani inoltre coltivò l'illustrazione e le tecniche incisorie. Pur continuando a scrivere sul Corriere Padano (almeno fino all'estate del 1943), decise di dedicarsi alla stesura di un ampio repertorio dedicato alla storia della critica d'arte, relativamente agli artisti del rinascimento estense: scrisse così centinaia di pagine per una pubblicazione che doveva intitolarsi Misteri e rivelazioni della pittura ferrarese. Colpito però da una occlusione intestinale, morì a soli 61 anni lasciando il brogliaccio incompiuto; i figli Ercole e Luisa lo pubblicarono postumo nel 1954, cambiando il titolo in La critica d'arte e la pittura ferrarese e privandolo dell'apparato iconografico. Solo in tempi più recenti (2007), il grosso volume è stato riedito con il titolo originale e alcune illustrazioni.
Nel 1986, in occasione del centenario della sua nascita, al Castello Estense di Ferrara si tenne una mostra retrospettiva dei suoi dipinti, alcuni dei quali si conservano oggi nelle collezioni dell'amministrazione provinciale e della BPER di Ferrara.